# Takikawa
Takikawa (滝川市, Takikawa-shi) és una ciutat i municipi de la subprefectura de Sorachi, a Hokkaido, Japó. Després d'Iwamizawa, la capital de la subprefectura, Takikawa és el segon municipi més poblat de Sorachi i el 19é més poblat de Hokkaido (2020).

## Geografia
El municipi de Takikawa es troba a la subprefectura de Sorachi, al centre-oest de Hokkaido, enmig de la ruta entre Sapporo, la capital regional, i Asahikawa, la segona ciutat més poblada de Hokkaido. El terme municipal de Takikawa limita amb els de Fukagawa, Moseushi i Uryū al nord, Akabira a l'est, Shintotsukawa a l'oest i Sunagawa al sud.

## Història
El 1890, sota les ordres del govern de Hokkaido, es va fundar el poble de Takikawa com a núcli de transport per a les mines de carbó de la zona.

### Cronologia
- 1890: S'inaugura el poble de Takikawa.
- 1909: Es segrega el poble d'Ebeotsu.
- 1910: Takikawa és ascendida a la categoria de vila.
- 1952: Ebeotsu esdevé vila.
- 1958: La vila de Takikawa passa a ser considerada com a ciutat per les autoritats.
- 1971: La vila d'Ebeotsu passa a tornar a ser part del municipi de Takikawa.

## Transport

### Ferrocarril
- Companyia de Ferrocarrils de Hokkaido (JR Hokkaido)
  - Estació de Takikawa
  - Estació d'Ebeotsu
  - Estació de Higashi-Takikawa

### Carretera
- Autopista Central de Hokkaidō

## Agermanaments
- Tochigi, prefectura de Tochigi, Japó.[3]
- Nago, prefectura d'Okinawa, Japó.
- Springfield, Massachusetts, EUA.[4]